# جون مغينلي
جون مغينلي (بالإنجليزية: John C. McGinley) (و. 1959 – م) هو كاتب سيناريو، ومنتج أفلام، وممثل، وممثل صوت، ومخرج سينمائي، وممثل تعبيري، وممثل مسرحي، وممثل تلفزيوني من الولايات المتحدة الأمريكية. ولد في مدينة نيويورك.

## التعليم
تعلم في جامعة سيراكيوز، ومدرسة تيش العليا للفنون.

## وصلات خارجية
- جون مغينلي على موقع IMDb (الإنجليزية)
- جون مغينلي على موقع روتن توميتوز (الإنجليزية)
- جون مغينلي على موقع ألو سيني (الفرنسية)
- جون مغينلي على موقع أول موفي (الإنجليزية)
- جون مغينلي على موقع قاعدة بيانات برودواي على الإنترنت (الإنجليزية)
- جون مغينلي على موقع قاعدة بيانات الأفلام السويدية (السويدية)
- جون مغينلي على موقع إن إن دي بي (الإنجليزية)
- جون مغينلي على موقع قاعدة بيانات الفيلم (الإنجليزية)
- جون مغينلي على موقع كينوبويسك (الروسية)